# Meta (Italia)

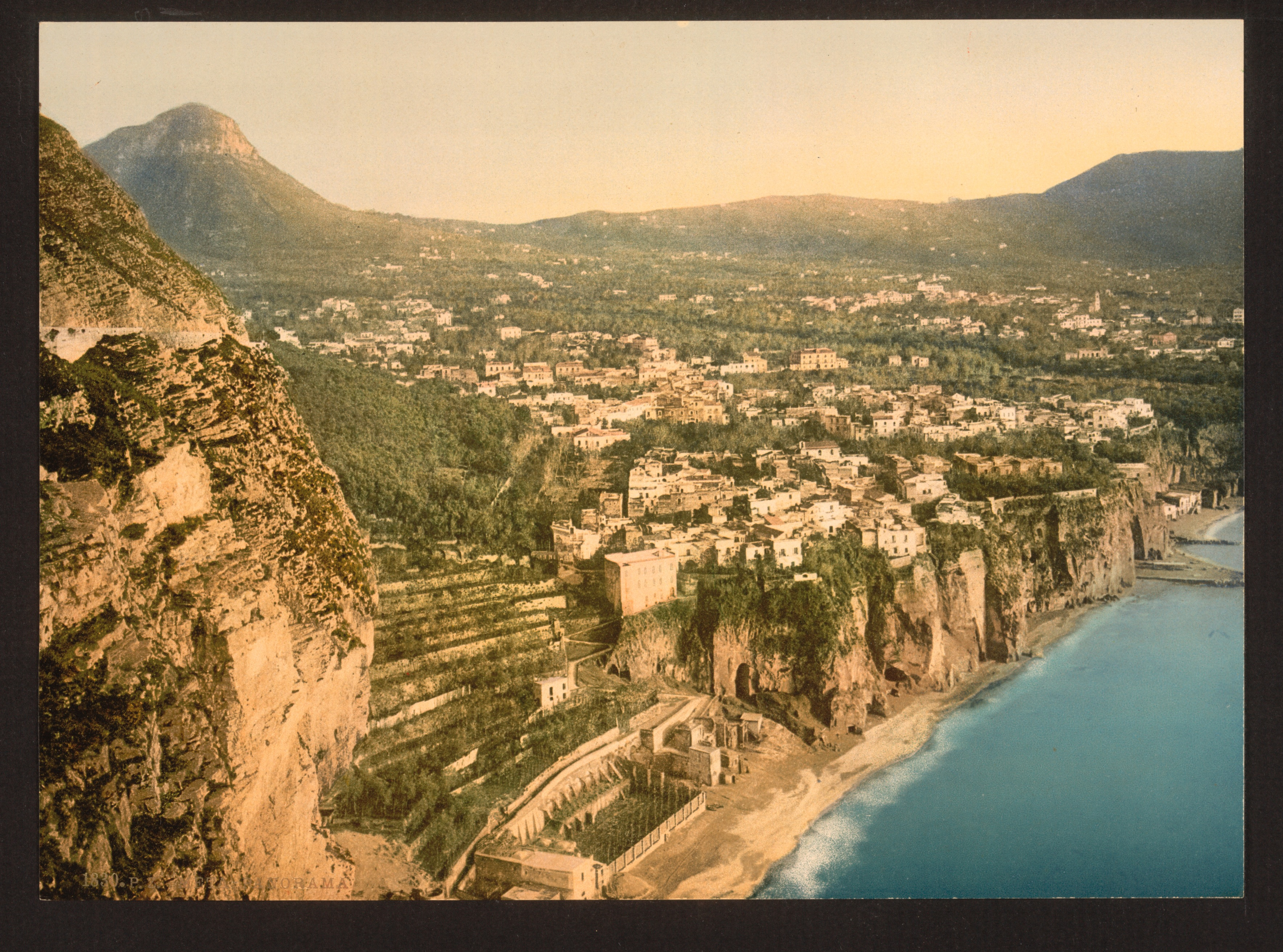
Meta tra il 1890 e il 1900

Meta (talora indicato come Meta di Sorrento) è un comune italiano di 7 792 abitanti della città metropolitana di Napoli in Campania.

## Geografia fisica
Il comune di Meta è posizionato nella penisola sorrentina assieme ai comuni di Vico Equense, Piano di Sorrento, Sant'Agnello, Sorrento e Massa Lubrense. È il secondo paese della penisola provenendo da Napoli, dopo Vico Equense, si affaccia infatti solo sul Golfo di Napoli.

Meta sorge a circa 111 metri sul livello del mare e si estende su una superficie di circa 2,5 km², che comprendono sia zone costiere, con oltre 800 metri di litorale, sia zone montuose, con la frazione di Alberi, il Monte Vico Alvano a Sud Est, di 642 metri, e parte dei Monti Lattari.

Sebbene non esistano reali divisioni politiche all'interno del comune, la tradizione popolare vede Meta divisa in due parti ben distinte: Meta "di sopra" e Meta "di sotto"; la prima comprende Alberi e la zona interna del paese; la seconda è invece composta dalla zona antistante la costa.

## Origini del nome
Esistono diverse interpretazioni sull'origine del nome di Meta: alcuni affermano che derivi dal nome di una casa antichissima la cui costruzione non fu mai portata a termine; altri da una qualità di uva coltivata sui colli di Meta. La tesi più verosimile vuole che il nome di Meta derivi dalla sua posizione geografica: il paese sorge infatti al termine della penisola sorrentina; per di più dove si trova la Basilica della Madonna del Lauro, vi era nell'antichità la pietra miliare terminale della penisola sorrentina.

## Storia
La storia del paese è strettamente legata a quella della Penisola e dell'intero Regno di Napoli. Si fa risalire la fondazione di Meta all'incirca al VII secolo d.C. Nel IX secolo i metesi avevano un'ottima marina mercantile e frequentavano i porti dell'Oriente, compresi quelli della Palestina. Si può quindi pensare che fossero devoti alla Madonna del Taborre, la cui statua poi fu trasportata a Meta. In seguito ad un'apparizione divina fra rami di alloro, la santa prese il nome di Madonna del Lauro. La tradizione paesana colloca l'apparizione della Madonna dove oggi sorge la basilica a essa dedicata.
Sotto la dominazione aragonese, re Ferdinando emanò nell'anno 1491 un decreto detto "capitolo", in cui si stabiliva che Sorrento doveva amministrare la città entro le sue mura ed il territorio che comprendeva i due paesi confinanti: Piano e Meta; da questo si deduce che solo da quella data i Metesi ebbero un'effettiva rappresentazione nel governo sorrentino.
In epoca medievale Meta e Piano di Sorrento erano riunite in un unico comune e mal sopportavano la presenza della nobiltà sorrentina che non solo li gravava di tributi, ma le opprimeva anche politicamente, quasi negando loro la partecipazione al parlamento ed imponendo le sue leggi ed ordinanze comunali. Durante la grande invasione saracena del 1541, Meta conobbe unitamente a Sorrento e Massa, assedi, eccidi ed incendi, ma valorosamente affrontò le navi dei nemici che cedettero solo dopo una estenuante battaglia.
La peste del 1656 colpì Napoli e si diffuse anche a Meta dove fece moltissime vittime. A questo periodo risale il cantiere navale Alimuri la cui costruzione pare risalga al 1650. A partire dal 1734 i Borbone diventano i nuovi sovrani del Regno di Napoli. In seguito alla caduta dei Borbone, Meta entra a far parte del comune di Sorrento.
Nel 1819 Meta era diventata autonoma; tale autonomia durò fino al periodo fascista: nel 1927 si riunì a Sorrento insieme ai comuni di Piano e di Sant'Agnello, formando un comune unico, la "grande Sorrento". Dal 1946 è ritornata ad essere comune indipendente.

## Monumenti e luoghi d'interesse

### Architetture religiose
- Basilica di Santa Maria del Lauro: luogo di culto più importante di Meta, fu eretto secondo la leggenda dove una volta sorgeva un tempio dedicato alla dea Minerva. La tradizione vuole che in questo luogo, intorno al IX secolo, una vecchia contadina abbia trovato accanto ad un cespuglio di lauro una statua aurea della Madonna; ai suoi piedi c'erano anche una chioccia con dodici pulcini. Dopo il ritrovamento la statua fu spostata a Sorrento per ordine del Vescovo; ma il giorno dopo essa ricomparve nuovamente nei pressi dello stesso cespuglio. Tale avvenimento portò così alla costruzione di una chiesa dedicata alla Madonna del Lauro proprio in tale posizione, dove si troverebbe tuttora. L'interno della Basilica presenta una pianta a croce latina, costituita da tre navate raccordate da un sistema di colonne sormontate da archi. La struttura è arricchita da un alto campanile in stile barocco.
- Chiesa della Santissima Annunziata, comunemente detta "di Santa Lucia": cappella costruita in pietre di tufo perfettamente squadrate nel 1656 ad opera del Monte della SS.Annunziata del jus patronato della famiglia Cafiero, sacramentata fin dal 1771. A navata unica, è dotata di una torre campanaria con un vecchio orologio.
- Chiesa degli Angeli: cappella a navata unica dedicata al culto degli Angeli Custodi.
- Chiesa dell'Assunta (del Trivio): questa chiesetta sorge all'incrocio di tre strade, ed è detta pertanto del "Trivio"; non si conosce la data esatta della sua costruzione, ma alcuni documenti attestano che doveva avere almeno due secoli di vita nel 1877.
- Chiesetta di Santa Maria delle Grazie (Rivo): costruita nel XVII secolo, questa piccola cappella prende il nome dal torrente presso il quale si trova, conosciuto per l'appunto come "Rivo".
- Chiesetta di Santa Maria delle Grazie a Cassari.
- Chiesa di Santa Maria di Loreto a Ponte Maggiore.
- Cappella della Madonna delle Vittorie: piccola chiesetta in Via Casa Starita, edificata nel 1629.
- Chiesa del Purgatorio, esisteva fino alla metà del XX secolo una pittoresca chiesetta in prossimità della costa, nella Marina di Meta: fondata nel 1750, essa fu rasa dalle fondamenta a causa di una violenta tempesta. Tutte le statue e gli oggetti preziosi furono spostati in altre chiese cittadine, ma della cappella non restò più nulla.
- Chiesetta di Santa Maria della Misericordia: la più piccola del paese, situata in via Vocale, risalente al XV secolo.

## Società

### Evoluzione demografica
Abitanti censiti

### Etnie e minoranze straniere
Secondo i dati ISTAT al 31 dicembre 2015 la popolazione straniera residente era di 219 persone. Le nazionalità maggiormente rappresentate in base alla loro percentuale sul totale della popolazione residente erano:
- Ucraina 89 (1,11%)

### Tradizioni e folclore
Le arciconfraternite della SS. Immacolata e del SS. Crocifisso e Pio Monte dei Morti danno vita ogni settimana Santa al rito suggestivo delle processioni: il giovedì santo sfila la processione bianca della SS.Immacolata, mentre il venerdì notte, e il venerdì sera, a sfilare è la processione nera del SS. Crocifisso e Pio Monte dei Morti. A queste cerimonie tradizionale si aggiunge la rappresentazione pagana "La via della Croce" che si tiene ogni due anni, e che ripercorre i momenti più intensi della Passione di Cristo.

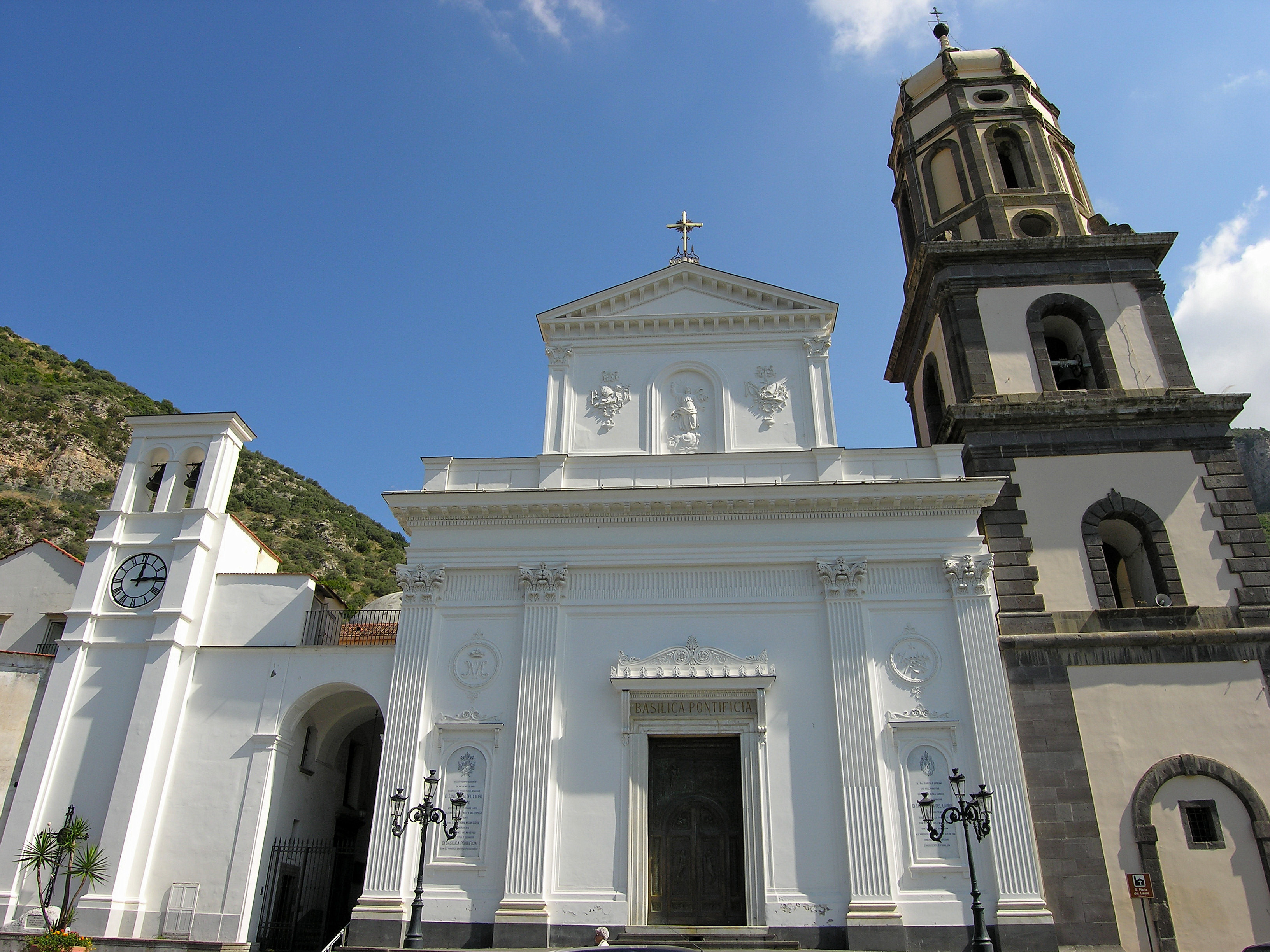
La basilica di Santa Maria del Lauro

## Geografia antropica

### Frazioni

#### Alberi
La frazione di Alberi dista circa ottocento metri dal centro di Meta ed è raggiungibile tramite una caratteristica strada ripida che presenta in alcuni tratti una carreggiata stretta.
Si tratta di un percorso coincidente con l'antica Via Minerva (che terminava a Punta Campanella) di epoca romana e che ha rappresentato l'unica via di collegamento tra Sorrento e Stabia fino al 1400.

Più agevole la strada nel versante opposto che collega Alberi con Vico Equense (a partire da Seiano): la via Raffaele Bosco. Infatti la frazione Alberi fa parte sia del comune di Vico Equense, sia del comune di Meta.

Giunti nel tratto denominato “Via nuova” si gode del panorama di tutta la penisola sorrentina di indubbio pregio e di un singolare angolo di visuale.
Da Alberi si diparte una stradina che conduce ad un antico eremo camaldolese posto in località Astapiana (frazione di Vico Equense).
Alberi è inoltre inserita negli itinerari storico-naturalistici ufficiali del WWF.
La frazione è conosciuta anche per le attività artigianali che tradizionalmente vi vengono praticate quali l'ebanisteria e la produzione lattiero-casearia.
Da visitare la chiesa di Santa Maria delle Grazie.

Nella prima metà del Seicento venne istituito da P. Vincenzo Ruggiero, proprio ad Alberi, un fondo per il riscatto di chi era stato rapito dopo le violente e repentine incursioni dei saraceni. Il fondo era denominato "Opera Pia Monte Ruggiero di Alberi" e venne istituito probabilmente attorno all'anno 1639.
Dal 1958 Alberi è sede della "Casa di spiritualità Armida Barelli".
Alberi è stata inoltre sede di una delle prime scuole nautiche della penisola sorrentina della quale si ha documentata traccia in atti databili fino alla fine del Settecento.

## Infrastrutture e trasporti

### Strade
Il comune di Meta è attraversato dalla Strada statale 145 Sorrentina, che in paese prende il nome di corso Italia.

### Ferrovie
La stazione di Meta sorge lungo la ferrovia Torre Annunziata-Sorrento, facente parte della rete Circumvesuviana gestita dall'Ente Autonomo Volturno.
Precedentemente alla costruzione di tale ferrovia, fra il 1906 e il 1946 il comune era attraversato dalla tranvia Castellammare di Stabia-Sorrento, ospitando anche uno dei due depositi della linea. Quest'ultima fu chiusa con l'apertura del prolungamento della ferrovia da Castellammare di Stabia a Sorrento.

## Amministrazione
| Periodo | Periodo   | Primo cittadino | Partito              | Carica  | Note  |
| ------- | --------- | --------------- | -------------------- | ------- | ----- |
| 1985    | 1990      | Michele Attardi | Democrazia Cristiana | Sindaco | [ 5 ] |
| 1990    | 1995      | Anna Rosa Russo | Democrazia Cristiana | Sindaco | [ 5 ] |
| 1995    | 2004      | Carlo Sassi     | L'Ulivo              | Sindaco | [ 5 ] |
| 2004    | 2009      | Bruno Antonelli | lista civica         | Sindaco | [ 5 ] |
| 2009    | 2014      | Paolo Trapani   | lista civica         | Sindaco | [ 5 ] |
| 2014    | 2019      | Giuseppe Tito   | lista civica         | Sindaco | [ 5 ] |
| 2019    | 2024      | Giuseppe Tito   | lista civica         | Sindaco | [ 5 ] |
| 2024    | in carica | Giuseppe Tito   | lista civica         | Sindaco | [ 5 ] |